# 硬骨藤
硬骨藤（学名：Pycnarrhena poilanei），为防己科密花藤属下的一个植物种。